# Leppävesi
Leppävesi är en sjö i Finland. Den ligger i kommunerna Jyväskylä, Toivakka och Laukas i landskapet Mellersta Finland, i den södra delen av landet, 240 km norr om huvudstaden Helsingfors. Leppävesi ligger 80,8 meter över havet. Den är 45 meter djup. Arean är 63,59 kvadratkilometer och strandlinjen är 226,87 kilometer lång. Sjön  ingår i Kymmene älvs huvudavrinningsområde. 